# Araneus cuiaba
Araneus cuiaba là một loài nhện trong họ Araneidae.
Loài này thuộc chi Araneus. Araneus cuiaba được Herbert Walter Levi miêu tả năm 1991.